# Douglas Santos (cầu thủ bóng đá, sinh 1994)
Douglas dos Santos Justino de Melo (sinh ngày 22 tháng 3 năm 1994), hay Douglas Santos hoặc gọi tắt Douglas, là cầu thủ bóng đá người Brasil hiện đang chơi ở vị trí hậu vệ trái cho câu lạc bộ Zenit Saint Petersburg tại Russian Premier League.

## Thống kê sự nghiệp
Tính đến 8 tháng 8 năm 2018.
Náutico
Năm 2011, sau khi thử việc không thành công tại Corinthians, Douglas đã được Náutico ký hợp đồng. Một năm sau, anh được HLV Waldemar Lemos gọi lên đội một.
Vào ngày 15 tháng 2 năm 2012, Douglas có trận ra mắt đội đầu tiên, trong chiến thắng 2–0 trên sân nhà trước Central. Vào ngày 26, anh ghi bàn thắng chuyên nghiệp đầu tiên, bàn thắng thứ hai trong chiến thắng 3–1 trên sân nhà trước Belo Jardim.
Vào ngày 18 tháng 7, anh có trận ra mắt Série A, trong chiến thắng 3–0 trên sân nhà trước Ponte Preta. Vào ngày 10 tháng 10, anh ghi bàn thắng đầu tiên trong trận thua 1-2 trước Ponte Preta.
Granada và Udinese
Vào ngày 12 tháng 7 năm 2013, Douglas ký hợp đồng 5 năm với đội bóng Granada CF của La Liga, với một khoản phí không được tiết lộ.  Vào ngày 2 tháng 9, anh gia nhập Udinese Calcio trong một hợp đồng cho mượn kéo dài một mùa giải.
Douglas có trận ra mắt Serie A vào ngày 21 tháng 12 năm 2013, bắt đầu trong chiến thắng 2-1 trên sân khách trước A.S. Livorno. Anh ấy đã có thêm hai lần ra sân cho câu lạc bộ trong suốt chiến dịch, được câu lạc bộ mua vĩnh viễn vào tháng 1 năm 2014.
Atlético Mineiro
Vào ngày 12 tháng 8 năm 2014, Douglas được cho Atlético Mineiro mượn trong 12 tháng. Anh ra mắt câu lạc bộ vào ngày 31 tháng 8, trong trận hòa 0–0 tại Coritiba.
Vào ngày 20 tháng 7 năm 2015, Galo ký hợp đồng vĩnh viễn với Douglas với giá 3 triệu euro theo hợp đồng 4 năm.
Hamburger SV
Vào ngày 31 tháng 8 năm 2016, Douglas ký hợp đồng với câu lạc bộ Hamburger SV của Đức. Anh ấy đã chơi ba mùa giải với câu lạc bộ, ra sân 88 lần và ghi được ba bàn thắng.
Zenit Saint Petersburg
Vào ngày 4 tháng 7 năm 2019, Douglas gia nhập giải Ngoại hạng Nga FC Zenit Saint Petersburg, ký hợp đồng 5 năm. Vào ngày 3 tháng 9 năm 2021, anh gia hạn hợp đồng với Zenit đến hết mùa giải 2025–2026.
| Câu lạc bộ       | Mùa            | Giải quốc nội  | Giải quốc nội | Giải quốc nội | Cúp  | Cúp | Lục địa | Lục địa | Bang | Bang | Khác | Khác | Tổng | Tổng |
| Câu lạc bộ       | Mùa            | Hạng           | Trận          | Bàn           | Trận | Bàn | Trận    | Bàn     | Trận | Bàn  | Trận | Bàn  | Trận | Bàn  |
| ---------------- | -------------- | -------------- | ------------- | ------------- | ---- | --- | ------- | ------- | ---- | ---- | ---- | ---- | ---- | ---- |
| Náutico          | 2012           | Série A        | 22            | 1             | —    | —   | —       | —       | 3    | 1    | —    | —    | 25   | 2    |
| Náutico          | 2013           | Série A        | —             | —             | 2    | 0   | —       | —       | 12   | 1    | —    | —    | 14   | 1    |
| Náutico          | Tổng           | Tổng           | 22            | 1             | 2    | 0   | —       | —       | 15   | 2    | —    | —    | 39   | 3    |
| Udinese          | 2013–14        | Serie A        | 3             | 0             | —    | —   | —       | —       | —    | —    | —    | —    | 3    | 0    |
| Udinese          | Tổng           | Tổng           | 3             | 0             | —    | —   | —       | —       | —    | —    | —    | —    | 3    | 0    |
| Atlético Mineiro | 2014           | Série A        | 13            | 1             | 6    | 0   | —       | —       | —    | —    | —    | —    | 19   | 1    |
| Atlético Mineiro | 2015           | Série A        | 31            | 0             | 2    | 0   | 6       | 1       | 9    | 0    | —    | —    | 48   | 1    |
| Atlético Mineiro | 2016           | Série A        | 10            | 0             | 1    | 0   | 10      | 0       | 10   | 1    | 1    | 0    | 32   | 1    |
| Atlético Mineiro | Tổng           | Tổng           | 54            | 1             | 9    | 0   | 16      | 1       | 19   | 1    | 1    | 0    | 99   | 3    |
| Hamburger SV     | 2016–17        | Bundesliga     | 20            | 0             | 2    | 0   | —       | —       | —    | —    | —    | —    | 22   | 0    |
| Hamburger SV     | 2017–18        | Bundesliga     | 27            | 1             | 1    | 0   | —       | —       | —    | —    | —    | —    | 28   | 1    |
| Hamburger SV     | 2018–19        | 2. Bundesliga  | 33            | 1             | 5    | 1   | —       | —       | —    | —    | —    | —    | 38   | 2    |
| Hamburger SV     | Tổng           | Tổng           | 80            | 2             | 8    | 1   | —       | —       | —    | —    | —    | —    | 88   | 3    |
| Tổng sự nghiệp   | Tổng sự nghiệp | Tổng sự nghiệp | 127           | 3             | 14   | 0   | 16      | 1       | 34   | 3    | 1    | 0    | 192  | 7    |

## Danh hiệu

### Câu lạc bộ
Atlético Mineiro
- Copa do Brasil: 2014
- Campeonato Mineiro: 2015

Zenit Saint Petersburg
- Russian Premier League: 2019–20, 2020–21
- Russian Cup: 2019–20
- Russian Super Cup: 2020, 2021

### Quốc tế
Brasil
- Huy chương vàng Thế vận hội: 2016

U-20 Brasil
- Toulon Tournament: 2013, 2014
- Valais Youth Cup: 2013

### Cá nhân
- Campeonato Brasileiro Série A Team of the Year: 2015[2]
- Russian Premier League Top Assist Provider: 2020–21